# 特尔潘德
特尔潘德（英語：Terpander），约活动于公元前7世纪中期。古希腊莱斯沃斯安提萨的诗人，音乐家。他的生平较为简略。公元前676年至公元前673年曾在雅典酒神节的音乐比赛中获胜，在斯巴达建立了第一所音乐学校。他把第七个音节加入到里拉（基特拉）的演奏中。他创作的乐曲（适合于里拉音乐史诗，并用于他自己及荷马的诗句），他也曾为酒歌做过评注。

## 扩展阅读
- 本条目包含来自公有领域出版物的文本: Chisholm, Hugh (编).  (第11版). London: Cambridge University Press. 1911.